# 振荡

无阻尼 弹簧——重物系统 是一个振荡系统。

振荡（英語：Oscillation）指某一可观测量的值关于中心值（常为平衡点）往复变化，或可观测量在两个态或多个态之间往复变化，常指随时间的变化。常见的例子是单摆和交流电。振荡也常称作振动，虽然二者作为同义词交叉使用，但振动常指机械振荡。振荡不仅仅出现在物理系统中，也會出现在生物系统中，包括人类社会和大脑。
通过周期性的状态改变，系统按照固定的时间微分重复变化的末态。总的来说：振荡是一个与时间相关的物理状态参数。
这样来说，对于力学、电学或者液体状态量有：
- 力学状态参数：延展、振动速度、振动加速度、振动角、角速度、角加速度、力、力矩
- 电学状态参数：电流、电压、功率、电荷、电感、电容、电阻
- 液体状态参数：体积、压强、速度、密度、落差